# Calciatori del Football Club Internazionale Milano

Javier Zanetti, giocatore dell'Inter dal 1995 al 2014, detiene il record assoluto di presenze con la maglia nerazzurra.

In 117 anni di storia sono stati oltre 900 i calciatori del Football Club Internazionale Milano, società calcistica italiana per azioni con sede a Milano.

## Storia
Tra i calciatori italiani di rilievo che hanno militato nell'Inter sono annoverati Virgilio Fossati, il secondo capitano e primo allenatore, Luigi Cevenini noto come Cevenini III (è, infatti, il terzo di cinque fratelli attivi contemporaneamente nel mondo del calcio), Giuseppe Meazza, vero e proprio giocatore simbolo degli anni trenta dell'Inter e della Nazionale, con la quale ha vinto due mondiali (1934 e 1938) e al quale è intitolato lo stadio di San Siro. Insieme a lui figurano anche Luigi Allemandi, Attilio Demaría e Armando Castellazzi, campioni del mondo nel 1934 e Giovanni Ferrari, Pietro Ferraris, Ugo Locatelli e Renato Olmi, campioni nel 1938. Assieme a Locatelli da ricordare anche Annibale Frossi, protagonista nella vittoria dell'oro olimpico dell'Italia ai Giochi di Berlino 1936.

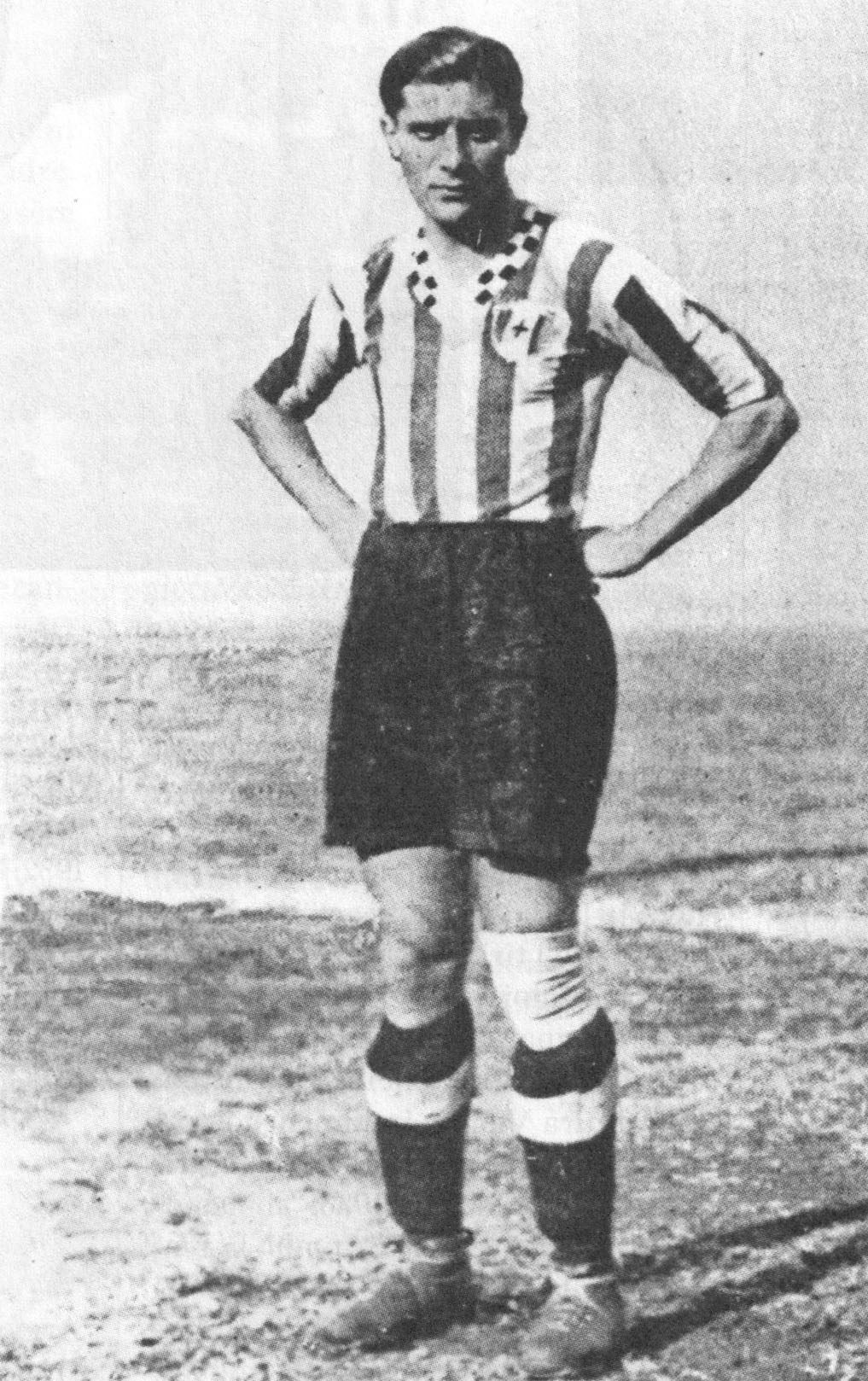
Giuseppe Meazza, giocatore simbolo del club e miglior marcatore della storia interista.

Negli anni cinquanta si distinse fra tutti Benito Lorenzi, mentre negli anni sessanta è da citare Giacinto Facchetti, terzino sinistro, capitano della nazionale italiana e bandiera della Grande Inter, considerato come uno dei primi veri terzini offensivi e uno dei migliori in assoluto nel suo ruolo, il primo nerazzurro al quale sia stata ritirata la maglia da giocatore. Accanto a lui in quel periodo figurano, tra gli altri, Sandro Mazzola, Tarcisio Burgnich, Angelo Domenghini e Aristide Guarneri, tutti vincitori del campionato europeo nel 1968 insieme allo stesso Facchetti e, tranne Guarneri, vicecampioni nel mondiale del 1970, insieme a Lido Vieri. Negli anni settanta, con la chiusura delle frontiere, da ricordare Roberto Boninsegna, vicecampione del mondo nel 1970 e capocannoniere in Serie A nel 1971 e nel 1972.
Negli anni ottanta si distinsero Alessandro Altobelli, uno dei bomber più prolifici della storia interista, campione del mondo nel 1982 insieme a Gabriele Oriali, Ivano Bordon, Gianpiero Marini e Giuseppe Bergomi, quest'ultimo è il giocatore che ha disputato il maggior numero di stagioni con la maglia dell'Inter (20), è secondo nella classifica di presenze in maglia nerazzurra (756), è primo in quella della Coppa UEFA (96) e uno dei tre giocatori italiani ad aver vinto il trofeo per tre volte (insieme agli ex-compagni di squadra Luigi Sartor e Dino Baggio) nonché l'unico con la stessa squadra, Walter Zenga, eletto per tre volte consecutive miglior portiere del mondo dall'IFFHS, dal 1989 al 1991, e detentore del record ancora ineguagliato di imbattibilità (518 minuti) in un mondiale e Aldo Serena, capocannoniere nel 1989. Negli anni novanta va menzionato Nicola Berti, vicecampione del mondo nel mondiale del 1994.
Agli anni duemila sono legati i nomi di Luigi Di Biagio, vicecampione d'Europa nell'europeo del 2000, Francesco Toldo, Christian Vieri, capocannoniere della Serie A nella stagione 2002-2003, e Marco Materazzi, campione del mondo nel 2006. Dagli anni duemiladieci in avanti sono da citare Nicolò Barella e Alessandro Bastoni, vincitori del campionato europeo nel 2021.

Lothar Matthäus, primo nerazzurro a vincere il Pallone d'oro nel 1990.

Tra i giocatori non italiani ad aver vestito la maglia dell'Inter, negli anni cinquanta si segnalano l'ungherese István Nyers, lo svedese Lennart Skoglund, vicecampione del mondo nel 1958 e l'argentino Antonio Valentín Angelillo, detentore del record di gol (33 reti nel 1958-59) per tornei a 18 squadre – che resiste tuttora –; quindi negli anni sessanta l'ala destra brasiliana Jair e il centrocampista spagnolo Luis Suárez, campione d'Europa nel 1964.
Fino al 1980 non fu più possibile ingaggiare calciatori non italiani, mentre per quel decennio da citare sono Karl-Heinz Rummenigge, vicecampione del mondo nel 1986, Lothar Matthäus, vincitore di un Pallone d'oro (1990) e di un FIFA World Player of the Year (1991) e trionfatore, insieme con Andreas Brehme e Jürgen Klinsmann, nel mondiale del 1990; quindi negli anni novanta da citare sono il brasiliano Ronaldo, vincitore in nerazzurro di due Palloni d'oro (1997 e 2002) e di due FIFA World Player of the Year (1997 e 2002) e campione del mondo con la nazionale nel 2002, l'argentino Javier Zanetti, capitano di lungo corso e giocatore più vincente della storia interista, e il francese Youri Djorkaeff, campione del mondo nel 1998.
Negli anni duemila sono da menzionare il colombiano Iván Córdoba, il serbo Dejan Stanković, i brasiliani Júlio César e Maicon, gli argentini Esteban Cambiasso e Walter Samuel, tutti vincitori del treble nella stagione 2009-2010, e lo svedese Zlatan Ibrahimović, capocannoniere della Serie A nella stagione 2008-2009; dagli anni duemiladieci in avanti vanno citati l'argentino Diego Milito, miglior calciatore della UEFA nella stagione 2009-2010, lo sloveno Samir Handanovič, l'argentino Mauro Icardi, capocannoniere della Serie A nelle stagioni 2014-2015 e 2017-2018, i croati Marcelo Brozović e Ivan Perišić, vicecampioni del mondo nel 2018, il belga Romelu Lukaku, miglior calciatore dell'Europa League nella stagione 2019-2020 e l'argentino Lautaro Martínez, campione del mondo nel 2022 e capocannoniere della Serie A nella stagione 2023-2024.

## Lista dei capitani
I calciatori dell'Inter che hanno indossato la fascia di capitano durante la loro permanenza nella squadra nerazzurra sono ventisette, ventuno dei quali italiani. I sei stranieri della lista sono Hernst Marktl, primo capitano della società meneghina, Ronaldo, Javier Zanetti, Mauro Icardi, Samir Handanovič e Lautaro Martínez, mentre Ermanno Aebi, Attilio Demaría e Antonio Angelillo, pur essendo di origine straniera, acquisirono la cittadinanza italiana e giocarono pure alcune partite per la nazionale.
Il periodo più lungo con la fascia di capitano al braccio è stato quello di Javier Zanetti, capitano per tredici stagioni dal 2001 al 2014. L'argentino è inoltre il capitano più vincente della storia nerazzurra, con quindici trofei conquistati, nonché il giocatore interista più vincente in assoluto, a quota sedici titoli.
Dati aggiornati al 30 giugno 2025.
| Calciatore           | Ruolo | Stagioni al club                 | Stagioni da capitano | Presenze | Reti |
| -------------------- | ----- | -------------------------------- | -------------------- | -------- | ---- |
| Hernst Marktl        | TZ    | 1909                             | 1909 (1)             | 2        | 0    |
| Virgilio Fossati     | M     | 1909-1915                        | 1909-1915 (6)        | 97       | 4    |
| Ermanno Aebi         | CC    | 1910-1922                        | 1915-1922 (7)        | 142      | 106  |
| Leopoldo Conti       | CA    | 1919-1920 e 1922-1931            | 1922-1931 (9)        | 222      | 75   |
| Giuseppe Meazza      | CA    | 1927-1940 e 1946-1947            | 1931-1940 (9)        | 408      | 284  |
| Attilio Demaría      | CC    | 1931-1936 e 1938-1943            | 1940-1943 (3)        | 295      | 86   |
| Aldo Campatelli      | M     | 1936-1950                        | 1943-1950 (7)        | 297      | 39   |
| Attilio Giovannini   | DC/M  | 1948-1954                        | 1950-1954 (4)        | 191      | 0    |
| Gino Armano          | A     | 1948-1956                        | 1954-1956 (2)        | 255      | 73   |
| Giovanni Giacomazzi  | DC    | 1949-1957                        | 1956-1957 (1)        | 208      | 3    |
| Giovanni Invernizzi  | M     | 1949-1950, 1951-1952 e 1954-1960 | 1957-1958 (1)        | 148      | 6    |
| Antonio Angelillo    | CA    | 1957-1961                        | 1958-1961 (3)        | 113      | 68   |
| Bruno Bolchi         | M     | 1956-1964                        | 1961-1962 (1)        | 125      | 10   |
| Armando Picchi       | L     | 1960-1967                        | 1962-1967 (5)        | 257      | 2    |
| Mario Corso          | T/R   | 1957-1973                        | 1967-1970 (3)        | 502      | 94   |
| Sandro Mazzola       | T/CA  | 1960-1977                        | 1970-1977 (7)        | 567      | 162  |
| Giacinto Facchetti   | TS/L  | 1960-1978                        | 1977-1978 (1)        | 634      | 75   |
| Graziano Bini        | L     | 1971-1985                        | 1978-1985 (7)        | 343      | 13   |
| Alessandro Altobelli | CA    | 1977-1988                        | 1985-1988 (3)        | 466      | 209  |
| Giuseppe Baresi      | DC/M  | 1977-1992                        | 1988-1992 (4)        | 559      | 13   |
| Giuseppe Bergomi     | L     | 1979-1999                        | 1992-1999 (7)        | 756      | 28   |
| Ronaldo              | CA    | 1997-2002                        | 1999-2001 (3)        | 99       | 59   |
| Javier Zanetti       | TD/M  | 1995-2014                        | 2001-2014 (13)       | 858      | 21   |
| Andrea Ranocchia     | DC    | 2011-2016, 2016-2017, 2017-2022  | 2014-2015 (1)        | 226      | 14   |
| Mauro Icardi         | CA    | 2013-2019                        | 2015-2019 (4)        | 219      | 124  |
| Samir Handanovič     | P     | 2012-2023                        | 2019-2023 (5)        | 455      | 0    |
| Lautaro Martínez     | CA    | 2018-presente                    | 2023-presente (2)    | 335      | 153  |

Codici
P: Portiere,
L: Libero,
DC: Difensore centrale (stopper),
TD: Terzino destro,
TS: Terzino sinistro,
TZ: Terzino,
M: Mediano,
CC: Centrocampista centrale,
R: Regista,
A: Ala,
T: Trequartista,
CA: Centravanti.

## Record

### Presenze in partite ufficiali
Dati aggiornati al 30 giugno 2025.
| In assoluto 1. Javier Zanetti: 858 2. Giuseppe Bergomi: 756 3. Giacinto Facchetti: 637 4. Sandro Mazzola: 567 5. Giuseppe Baresi: 559 6. Mario Corso: 512 7. Walter Zenga: 473 8. Tarcisio Burgnich: 471 9. Alessandro Altobelli: 466 10. Iván Córdoba: 455 Samir Handanovič: 455 | In campionati italiani * 1. Javier Zanetti: 615 2. Giuseppe Bergomi: 519 3. Giacinto Facchetti: 475 4. Sandro Mazzola: 417 5. Mario Corso: 413 6. Giuseppe Baresi: 392 7. Samir Handanovič: 380 8. Giuseppe Meazza: 365 9. Tarcisio Burgnich: 358 10. Walter Zenga: 328 |

| In Serie A ** 1. Javier Zanetti: 615 2. Giuseppe Bergomi: 519 3. Giacinto Facchetti: 475 4. Sandro Mazzola: 417 5. Mario Corso: 413 6. Giuseppe Baresi: 392 7. Samir Handanovič: 380 8. Tarcisio Burgnich: 358 9. Walter Zenga: 328 10. Iván Córdoba: 323 | In Coppa Italia 1. Giuseppe Bergomi: 119 2. Giuseppe Baresi: 93 3. Giacinto Facchetti: 85 4. Alessandro Altobelli: 80 Sandro Mazzola: 80 5. Gianpiero Marini: 77 6. Walter Zenga: 73 7. Javier Zanetti: 71 8. Gabriele Oriali: 70 9. Graziano Bini: 66 Riccardo Ferri: 66 |

| In Supercoppa italiana 1. Dejan Stanković: 7 Javier Zanetti: 7 2. Nicolò Barella: 6 Hakan Çalhanoğlu: 6 Esteban Cambiasso: 6 Matteo Darmian: 6 Stefan de Vrij: 6 Federico Dimarco: 6 Lautaro Martínez: 6 3. Alessandro Bastoni: 5 Júlio César: 5 Henrix Mxit'aryan: 5 | Nelle comp. UEFA per club 1. Javier Zanetti: 160 2. Giuseppe Bergomi: 117 3. Iván Córdoba: 92 4. Esteban Cambiasso: 80 5. Giuseppe Baresi: 73 6. Walter Zenga: 71 7. Alessandro Altobelli: 69 8. Lautaro Martínez: 66 9. Riccardo Ferri: 63 Marco Materazzi: 63 |

| Nelle comp. internazionali *** 1. Javier Zanetti: 162 2. Giuseppe Bergomi: 117 3. Iván Córdoba: 94 4. Esteban Cambiasso: 82 5. Giuseppe Baresi: 73 Giacinto Facchetti: 73 6. Walter Zenga: 71 7. Lautaro Martínez: 70 8. Alessandro Altobelli: 69 9. Sandro Mazzola: 67 |

* Sono compresi i campionati precedenti all'istituzione del girone unico e la Serie A esclusi gli eventuali spareggi.

** Sono esclusi gli spareggi, sia quello per la vittoria del campionato che quelli per l'accesso alle competizioni UEFA per club.

*** Sono comprese, oltre alle competizioni UEFA per club (Coppa dei Campioni/Champions League, Coppa delle Coppe, Coppa UEFA/Europa League, Supercoppa UEFA e Coppa Intercontinentale), altre non organizzate dalla UEFA come la Coppa delle Fiere e la Coppa del mondo per club FIFA.
Fonte:  Inter - Graduatorie assolute dal 1908, su interfc.it. URL consultato l'11 aprile 2016 (archiviato dall'url originale il 20 aprile 2016).
In corsivo i giocatori in attività con l'Inter.

### Marcature in partite ufficiali
Dati aggiornati al 21 giugno 2025.
| In assoluto 1. Giuseppe Meazza: 284 2. Alessandro Altobelli: 209 3. Roberto Boninsegna: 173 4. Sandro Mazzola: 162 5. Luigi Cevenini: 160 6. Lautaro Martínez: 153 7. Benito Lorenzi: 143 8. István Nyers: 133 9. Mauro Icardi: 124 10. Christian Vieri: 123 | In campionati italiani * 1. Giuseppe Meazza: 243 2. Luigi Cevenini: 158 3. Benito Lorenzi: 138 4. István Nyers: 133 5. Alessandro Altobelli: 128 6. Sandro Mazzola: 116 7. Lautaro Martínez: 115 8. Roberto Boninsegna: 113 9. Mauro Icardi: 111 10. Ermanno Aebi: 106 |

| In Serie A ** 1. Giuseppe Meazza: 198 2. Benito Lorenzi: 138 3. István Nyers: 133 4. Alessandro Altobelli: 128 5. Sandro Mazzola: 116 6. Lautaro Martínez: 115 7. Roberto Boninsegna: 113 8. Mauro Icardi: 111 9. Christian Vieri: 103 10. Attilio Demaría: 76 | In Coppa Italia 1. Alessandro Altobelli: 46 2. Roberto Boninsegna: 36 3. Sandro Mazzola: 24 4. Julio Cruz: 13 5. Giuseppe Meazza: 12 6. Eddie Firmani: 11 7. Giacinto Facchetti: 10 Aldo Serena: 10 8. Mario Corso: 9 Obafemi Martins: 9 Karl-Heinz Rummenigge: 9 |

| In Supercoppa italiana 1. Lautaro Martínez: 4 2. Samuel Eto'o: 3 3. Denzel Dumfries: 2 Patrick Vieira: 2 4. Mario Balotelli: 1 Hakan Çalhanoğlu: 1 Hernán Crespo: 1 Enrico Cucchi: 1 Federico Dimarco: 1 Edin Džeko: 1 Francisco Farinós: 1 Luís Figo: 1 Davide Frattesi: 1 Robbie Keane: 1 Sulley Muntari: 1 Goran Pandev: 1 Alexis Sánchez: 1 Aldo Serena: 1 Wesley Sneijder: 1 Mehdi Taremi: 1 Marcus Thuram: 1 Vampeta: 1 Juan Sebastián Verón: 1 | Nelle comp. UEFA per club 1. Alessandro Altobelli: 35 2. Lautaro Martínez: 24 3. Sandro Mazzola: 20 4. Adriano: 18 5. Romelu Lukaku: 16 6. Roberto Boninsegna: 13 Julio Cruz: 13 Rodrigo Palacio: 13 Álvaro Recoba: 13 7. Obafemi Martins: 12 Aldo Serena: 12 Christian Vieri: 12 |

| Nelle comp. internazionali *** 1. Alessandro Altobelli: 35 2. Giuseppe Meazza: 29 3. Lautaro Martínez: 26 4. Roberto Boninsegna: 22 5. Sandro Mazzola: 21 6. Adriano: 18 7. Romelu Lukaku: 16 8. Julio Cruz: 13 Rodrigo Palacio: 13 Álvaro Recoba: 13 |

* Sono compresi i campionati precedenti all'istituzione del girone unico e la Serie A esclusi gli eventuali spareggi.

** Sono esclusi gli spareggi, sia quello per la vittoria del campionato che quelli per l'accesso alle competizioni UEFA per club.

*** Sono comprese, oltre alle competizioni UEFA per club (Coppa dei Campioni/Champions League, Coppa delle Coppe, Coppa UEFA/Europa League, Supercoppa UEFA e Coppa Intercontinentale), altre non organizzate dalla UEFA come la Coppa dell'Europa Centrale, la Coppa delle Fiere e la Coppa del mondo per club FIFA.
Fonte:  Inter - Graduatorie assolute dal 1908, su interfc.it. URL consultato l'11 aprile 2016 (archiviato dall'url originale il 20 aprile 2016).
In corsivo i giocatori in attività con l'Inter.

### Capocannonieri per singola stagione

#### In competizioni nazionali

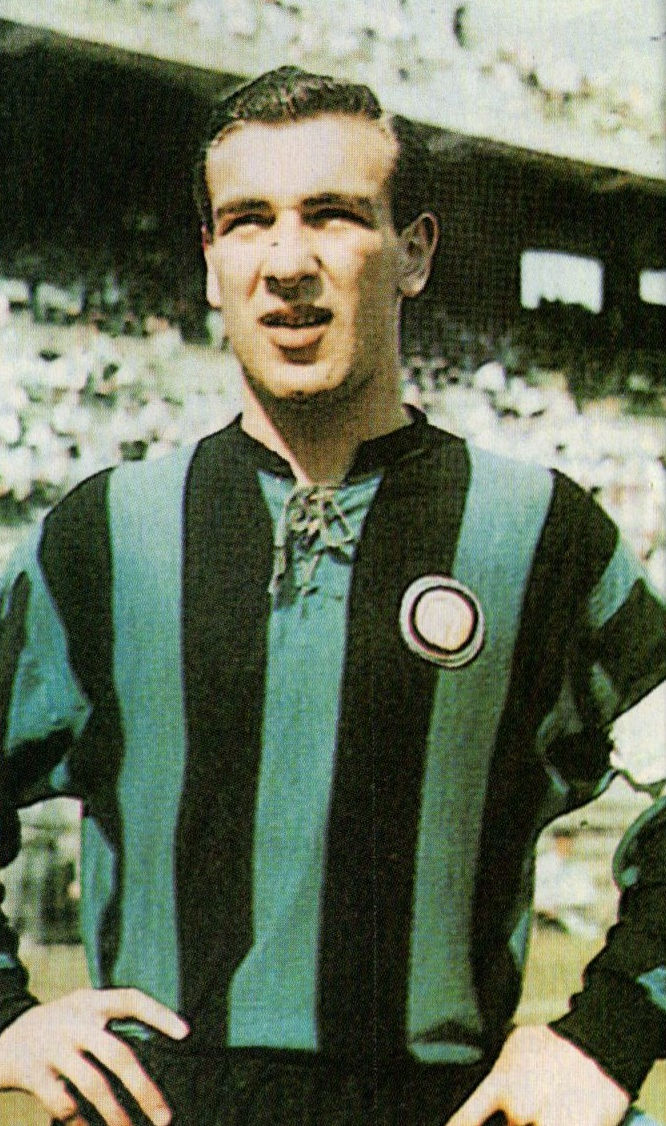
Antonio Angelillo, autore di 33 reti in 33 presenze nel campionato di Serie A 1958-1959.

Fino a maggio 2024, sono 10 i giocatori che hanno vinto la classifica dei marcatori del campionato di Serie A quando vestivano la maglia dell'Inter. Inoltre, i calciatori interisti hanno vinto tale classifica in un totale di 17 stagioni (alle spalle del Milan, squadra che vanta 9 capocannonieri del campionato italiano per un totale di 18 stagioni).
Il miglior marcatore dell'Inter in un campionato a girone unico è Antonio Angelillo, con 33 reti in 33 partite nel campionato 1958-1959. I gol segnati da Angelillo sono anche il miglior risultato in assoluto conseguito in un campionato a 18 squadre.
Christian Vieri, con 24 gol in 23 partite nel campionato 2002-2003, è stato il secondo calciatore, dopo Felice Borel nel campionato 1932-1933, ad aver vinto la classifica marcatori della Serie A con un numero di reti superiore a quello delle presenze.
| Nel Campionato italiano - Campionato federale: 1. Ernest Peterly: 22 (1909-1910) 2. Luigi Cevenini: 37 (1913-1914) 3. Emilio Agradi: 31 (1914-1915) 4. Luigi Cevenini: 23 (1919-1920) 5. Luigi Cevenini: 31 (1920-1921) 6. Antonio Powolny: 22 (1926-1927) - Campionato di Serie A: 1. Giuseppe Meazza: 31 (1929-1930) 2. Giuseppe Meazza: 25 (1935-1936) 3. Giuseppe Meazza: 20 (1937-1938) 4. István Nyers: 26 (1948-1949) 5. Antonio Angelillo: 33 (1958-1959) 6. Sandro Mazzola: 17 (1964-1965) 7. Roberto Boninsegna: 24 (1970-1971) 8. Roberto Boninsegna: 22 (1971-1972) 9. Aldo Serena: 22 (1988-1989) 10. Christian Vieri: 24 (2002-2003) 11. Zlatan Ibrahimović: 25 (2008-2009) 12. Mauro Icardi: 22 (2014-2015) 13. Mauro Icardi: 29 (2017-2018) 14. Lautaro Martínez: 24 (2023-2024) | In Coppa Italia 1. Giuseppe Meazza: 8 (1937-1938) 2. Eddie Firmani: 8 (1958-1959) 3. Roberto Boninsegna: 8 (1971-1972) 4. Alessandro Altobelli: 9 (1981-1982) 5. Nicolás Burdisso: 4 (2006-2007) 6. Hernán Crespo: 4 (2006-2007) 7. Mario Balotelli: 4 (2007-2008) 8. Julio Cruz: 4 (2007-2008) 9. Samuel Eto'o: 5 (2010-2011) |

Fonte:
 (EN) Giocatori: Capocannonieri della Serie A, su rsssf.com, The Record Sport Soccer Statistics Foundation. URL consultato il 4 gennaio 2009.
 (EN) Giocatori: Capocannonieri della Coppa Italia, su rsssf.com, The Record Sport Soccer Statistics Foundation. URL consultato il 4 gennaio 2009.

#### In competizioni internazionali

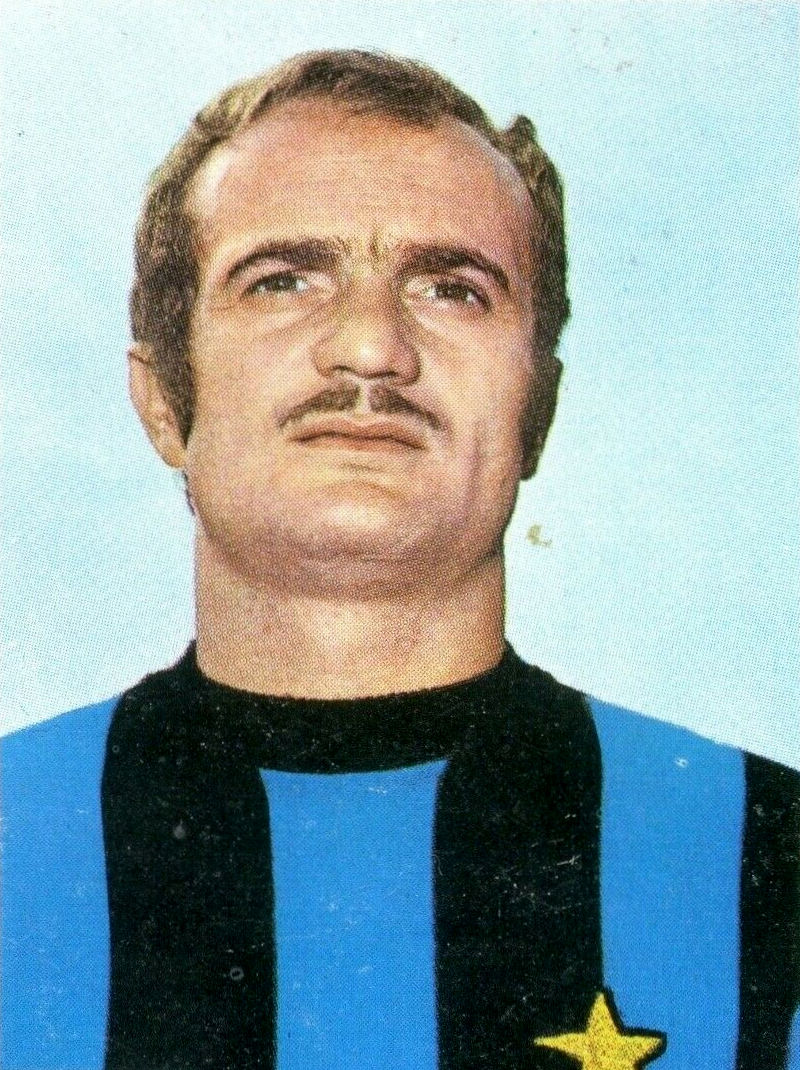
Sandro Mazzola, miglior marcatore della Coppa dei Campioni 1963-1964.

##### Competizioni UEFA per club
| C. dei Campioni · Ch. League 1. Sandro Mazzola: 7 (1963-1964) | Coppa Intercontinentale 1. Mario Corso: 2 (1964) 2. Sandro Mazzola: 2 (1965) |

| Coppa UEFA 1. Dennis Bergkamp: 8 (1993-1994) 2. Maurizio Ganz: 8 (1996-1997) | Coppa delle Coppe 1. Alessandro Altobelli: 7 (1978-1979) |

Fonti:
 (EN) Giocatori: Capocannonieri della Coppa dei Campioni-Champions League, su rsssf.com, The Record Sport Soccer Statistics Foundation. URL consultato il 4 gennaio 2009.
(EN) Giocatori: Capocannonieri della Coppa UEFA, su rsssf.com, The Record Sport Soccer Statistics Foundation. URL consultato il 4 gennaio 2009. (Dati prendendo in considerazione la Coppa delle Fiere tra le competizioni internazionali per club ad eliminazione diretta in Europa)
(EN) Giocatori: Capocannonieri della Coppa delle Coppe UEFA, su rsssf.org, The Record Sport Soccer Statistics Foundation. URL consultato il 18 giugno 2025.

##### Altre competizioni
| Coppa dell'Europa Centrale 1. Giuseppe Meazza: 7 (1930) 2. Giuseppe Meazza: 5 (1933) 3. Giuseppe Meazza: 10 (1936) |

Fonte:
 (EN) Giocatori: Capocannonieri della Coppa dell'Europa Centrale, su rsssf.com, The Record Sport Soccer Statistics Foundation. URL consultato il 21 marzo 2009.

### Record anagrafici

Giuseppe Bergomi, debuttante più giovane nella storia interista.

| Giocatori più precoci 1. Giuseppe Bergomi: 16 anni; 1 mese; 8 giorni 2. Piero Campelli: 16 anni; 1 mese; 10 giorni 3. Arnaldo Woelkel: 16 anni; 6 mesi; 4 giorni 4. Federico Bonazzoli: 16 anni; 6 mesi; 13 giorni 5. Sebastiano Esposito: 16 anni; 8 mesi; 12 giorni 6. Roberto Fronte: 16 anni; 8 mesi; 26 giorni 7. Edmondo Todeschini: 16 anni; 10 mesi; 2 giorni 8. Mario Corso: 16 anni; 10 mesi; 4 giorni 9. Edgardo Rebosio: 16 anni; 11 mesi; 7 giorni 10. Massimo Pellegrini: 16 anni; 11 mesi; 10 giorni | Giocatori più anziani 1. Javier Zanetti: 40 anni; 9 mesi; 8 giorni 2. Alex Cordaz: 40 anni; 5 mesi; 2 giorni 3. Samir Handanovič: 38 anni; 10 mesi; 20 giorni 4. Paolo Orlandoni: 38 anni; 3 mesi; 25 giorni 5. Francesco Toldo: 38 anni; 2 mesi; 1 giorno 6. Alberto Fontana: 37 anni; 11 mesi; 20 giorni 7. Marco Materazzi: 37 anni; 9 mesi; 3 giorni 8. Luca Castellazzi: 37 anni; 4 mesi; 29 giorni 9. Francesco Acerbi: 37 anni; 4 mesi; 15 giorni 10. Edin Džeko: 37 anni; 2 mesi; 24 giorni |

| Marcatori più precoci 1. Mario Corso: 16 anni; 10 mesi; 18 giorni 2. Achille Gama: 17 anni; 2 giorni 3. Giuseppe Meazza: 17 anni; 1 mese; 2 giorni 4. Mario Balotelli: 17 anni; 4 mesi; 7 giorni 5. Sebastiano Esposito: 17 anni; 5 mesi; 19 giorni 6. Angelo Pedrazzini: 17 anni; 6 mesi; 8 giorni 7. Luigi Cevenini: 17 anni; 7 mesi; 28 giorni 8. Giuseppe Bergomi: 17 anni; 8 mesi; 15 giorni 9. Aldo Campatelli: 17 anni; 10 mesi; 14 giorni 10. Silvio Pietroboni: 17 anni; 10 mesi; 27 giorni | Marcatori più anziani 1. Javier Zanetti: 37 anni; 4 mesi; 5 giorni 2. Francesco Acerbi: 37 anni; 2 mesi; 26 giorni 3. Edin Džeko: 37 anni; 1 mese; 23 giorni 4. Siniša Mihajlović: 37 anni; 1 mese; 19 giorni 5. Giuseppe Meazza: 36 anni; 7 mesi; 21 giorni 6. Franco Causio: 36 anni; 4 mesi; 18 giorni 7. Luís Figo: 36 anni; 3 mesi; 3 giorni 8. Walter Samuel: 36 anni; 21 giorni 9. Marko Arnautović: 35 anni; 11 mesi; 24 giorni 10. Ashley Young: 35 anni; 10 mesi; 14 giorni |

### Altri record individuali
- Giocatore con il maggior numero di gol in una singola partita
  - In assoluto: Luigi Cevenini, 7 reti (Inter 15-0 Vicenza, stagione 1914-1915) e 7 reti (Inter 12-0 Legnanesi, stagione 1920-1921).
  - Dall'introduzione del girone unico (1929-1930): Giuseppe Meazza, 5 reti (Ambrosiana-Inter 9-2 Bari, Serie A, stagione 1937-1938) e Antonio Valentín Angelillo, 5 reti (Inter 8-0 SPAL, Serie A, stagione 1958-1959).
- Giocatore col maggior numero di trofei ufficiali vinti con il club
Javier Zanetti, 16 trofei dalla stagione 1995-1996 al 2010-2011.
- Giocatore interista con il maggior numero di presenze con la Nazionale italiana
Giacinto Facchetti, 94 partite ufficiali dal 1963 al 1977.
- Giocatori interisti con il maggior numero di gol con la Nazionale italiana
  - In assoluto: Giuseppe Meazza: 33 reti.
  - In una Coppa del Mondo: Alessandro Altobelli (1986) e Christian Vieri (2002): 4 reti in 4 gare.
  - Totale nelle Coppe del Mondo: Roberto Baggio e Christian Vieri: 9[21].

## Calciatori premiati

### A livello nazionale
| Guerin d'oro * 1. Walter Zenga: 1987 2. Andreas Brehme: 1989 3. Gianluca Pagliuca: 1997 4. Christian Vieri: 2002 | Premio "G. Scirea" ** 1. Giuseppe Baresi: 1992 2. Giuseppe Bergomi: 1997 3. Javier Zanetti: 2010 |

Christian Vieri, vincitore del Guerin d'oro nel 2002.

| Oscar del calcio · Gran Galà del calcio AIC *** Categorie vigenti: - Migliore calciatore assoluto (1997-presente): 1. Ronaldo: 1998 2. Zlatan Ibrahimović: 2008; 2009 3. Diego Milito: 2010 4. Mauro Icardi: 2018 5. Romelu Lukaku: 2021 6. Lautaro Martínez: 2024 - Squadra dell'anno (2011-presente): Portieri: 1. Samir Handanovič: 2013; 2019 2. Yann Sommer: 2024 Difensori: 1. Andrea Ranocchia: 2011 2. João Cancelo: 2018 3. Stefan de Vrij: 2020, 2021 4. Alessandro Bastoni: 2021; 2023; 2024 5. Achraf Hakimi: 2021 6. Federico Dimarco: 2024 Centrocampisti: 1. Thiago Motta: 2011 2. Nicolò Barella: 2020; 2021; 2022; 2023; 2024 3. Marcelo Brozović: 2022 4. Hakan Çalhanoğlu: 2023, 2024 Attaccanti: 1. Mauro Icardi: 2015; 2018 2. Romelu Lukaku: 2021 3. Lautaro Martínez: 2024 4. Marcus Thuram: 2024 - Miglior gol (2004-2010 e 2018-presente): 1. Zlatan Ibrahimović: 2008 2. Maicon: 2010 3. Mauro Icardi: 2018 4. Marcus Thuram: 2024 Categorie scomparse: - Migliore calciatore italiano (1997-2010): 1. Christian Vieri: 2002 - Migliore calciatore straniero (1997-2010): 1. Ronaldo: 1998 2. Zlatan Ibrahimović: 2008; 2009 3. Diego Milito: 2010 - Migliore portiere (1997-2010): 1. Júlio César: 2009; 2010 - Migliore difensore (2000-2010): 1. Marco Materazzi: 2007 2. Walter Samuel: 2010 | Premi Lega Serie A **** - Miglior portiere: 1. Samir Handanovič: 2019 - Miglior difensore: 1. Stefan de Vrij: 2020 2. Alessandro Bastoni: 2024; 2025 - Miglior centrocampista: 1. Nicolò Barella: 2021; 2023 2. Marcelo Brozović: 2022 3. Hakan Çalhanoğlu: 2024 - Miglior calciatore in assoluto: 1. Romelu Lukaku: 2021 2. Lautaro Martínez: 2024 |

| Riconoscimenti mensili Lega Serie A - Serie A Player of the Month: 1. Romelu Lukaku (febbraio 2021) 2. Hakan Çalhanoğlu (novembre 2021) 3. Marcelo Brozović (aprile 2022) 4. Lautaro Martínez (ottobre 2023) 5. Alessandro Bastoni (marzo 2024) 6. Marcus Thuram (agosto 2024) - Serie A Goal of the Month: 1. Ivan Perišić (aprile 2022) 2. Marcus Thuram (settembre 2023) 3. Federico Dimarco (novembre 2023) 4. Nicolò Barella (agosto 2024) | Premio internazionale Giacinto Facchetti 1. Javier Zanetti: 2012 2. Romelu Lukaku: 2020 |

| Pallone d'argento 1. Javier Zanetti: 2001-2002 |

* Trofeo istituito dalla rivista Guerin Sportivo nel 1976 al miglior calciatore della Serie A.

** Trofeo istituito dall'Unione Stampa Sportiva Italiana (USSI) nel 1992.

*** L'Oscar del calcio fu assegnato dall'Associazione Italiana Calciatori (AIC) dal 1997 al 2010. Dall'anno seguente l'AIC riformulò la premiazione ribattezzandola col nome di Gran Galà del calcio, sopprimendo i riconoscimenti individuali al miglior calciatore italiano, miglior calciatore straniero, miglior portiere e miglior difensore, e rimpiazzandoli con un unico premio al miglior undici dell'anno.

**** Riconoscimenti istituiti dalla Lega Nazionale Professionisti Serie A (LNPA) nel 2019 per premiare i migliori giocatori della stagione calcistica italiana.

#### In altri paesi
- Calciatore armeno dell'anno
  1. Henrix Mxit'aryan: 2023, 2024
- Calciatore tedesco dell'anno
  1. Lothar Matthäus: 1990
- Calciatore greco dell'anno
  1. Grīgorīs Geōrgatos: 1999[22]
- Calciatore macedone dell'anno
  1. Goran Pandev: 2010
- Calciatore montenegrino dell'anno
  1. Stevan Jovetić: 2015[22]
- Calciatore rumeno dell'anno:
  1. Cristian Chivu: 2009, 2010
- Calciatore serbo dell'anno
  1. Dejan Stanković: 2006, 2010
- Calciatore slovacco dell'anno
  1. Milan Škriniar: 2019, 2020, 2021, 2022
- Calciatore sloveno dell'anno:
  1. Samir Handanovič: 2012[22]
- Calciatore svedese dell'anno:
  1. Zlatan Ibrahimović: 2007, 2008, 2009[28]
- Calciatore turco dell'anno:
  1. Hakan Şükür: 2000[22]
  2. Hakan Çalhanoğlu: 2021[22]

### A livello internazionale
| Pallone d'oro * 1. Lothar Matthäus: 1990 2. Ronaldo: 1997; 2002 | FIFA World Player ** 1. Lothar Matthäus: 1991 2. Ronaldo: 1997; 2002 |

Ronaldo, vincitore del Pallone d'oro nel 1997.

| UEFA Club Football Awards *** - UEFA Club Footballer of the Year: 1. Ronaldo: 1997-1998 2. Diego Milito: 2009-2010 - Best Goalkeeper: 1. Júlio César: 2009-2010 - Best Defender: 1. Maicon: 2009-2010 - Best Midfielder: 1. Wesley Sneijder: 2009-2010 - Best Forward: 1. Ronaldo: 1997-1998 2. Diego Milito: 2009-2010 | Calciatore africano dell'anno 1. Nwankwo Kanu: 1996 2. Samuel Eto'o: 2010 |

| Miglior calciatore dell'anno IFFHS ******* 1. Lothar Matthäus: 1990 | Miglior portiere dell'anno IFFHS ******** 1. Walter Zenga: 1989; 1990; 1991 |

| Miglior marcatore dell'anno IFFHS ********* 1. Ronaldo: 1997 2. Adriano: 2005 3. Romelu Lukaku: 2020; 2023 | Golden Ball 1. Samuel Eto'o: 2010 |

| Giocatore internazionale asiatico dell'anno 1. Yuto Nagatomo: 2013 | UEFA Europa League Player of the Season 1. Romelu Lukaku: 2020 |

| World Soccer's World Player of the Year ***** 1. Lothar Matthäus: 1990 2. Ronaldo: 1997; 2002 | Onze d'or ****** 1. Lothar Matthäus: 1990 2. Ronaldo: 1997; 2002 |

| BBC African Footballer of the Year 1. Nwankwo Kanu: 1997 | Trofeo Bravo **** 1. Ronaldo: 1998 |

| Globe Soccer Awards - Premio alla carriera calcistica (2011-presente): 1. Andrea Pirlo: 2015 2. Javier Zanetti: 2016 3. Samuel Eto'o: 2016 4. Ronaldo: 2018 5. Zlatan Ibrahimović: 2022 6. Karl-Heinz Rummenigge: 2024 | European Golden Boy 1. Mario Balotelli: 2010 |

| Giocatore europeo dell'anno El País 1. Ronaldo: 1997 |

* Trofeo istituito dalla rivista francese France Football nel 1956; nel 2010, in seguito alla fusione con il FIFA World Player of the Year, fu sostituito dal Pallone d'oro FIFA sino al 2016, quando France Football ripropose il premio nella sua formula originale.

** Trofeo assegnato dalla Federazione Internazionale del Calcio (FIFA) dal 1991 al 2009. All'anno successivo, in seguito alla fusione con il Pallone d'oro conferito da France Football, è stato sostituito dal FIFA Ballon d'Or.

*** Trofeo istituito dall'Unione delle Federazioni Calcistiche Europee (UEFA) nel 1997 ai migliori calciatori e allenatori attivi in Europa e in vigore fino al 2010.

**** Trofeo istituito dal settimanale Guerin Sportivo nel 1978 al miglior calciatore europeo a livello under 21.

***** Trofeo istituito dalla rivista inglese World Soccer nel 1982.

****** Trofeo istituito dalla rivista francese Onze Mondial nel 1976.

******* Trofeo istituito dall'Istituto Internazionale di Storia e Statistica del Calcio (IFFHS), organizzazione riconosciuta dalla FIFA, nel 1988 al miglior calciatore a livello mondiale.

******** Trofeo istituito dall'Istituto Internazionale di Storia e Statistica del Calcio (IFFHS), organizzazione riconosciuta dalla FIFA, nel 1987 al miglior portiere a livello mondiale.

********* Trofeo istituito dall'Istituto Internazionale di Storia e Statistica del Calcio (IFFHS), organizzazione riconosciuta dalla FIFA, nel 1991 al miglior marcatore a livello mondiale considerando le reti internazionali segnate con il club e con la nazionale.

********** Trofeo istituito dal giornale italiano Tuttosport nel 2003 al miglior giocatore under 21 militante in un campionato di lega affiliato all'Unione delle Federazioni Calcistiche Europee (UEFA).

## Riconoscimenti
Sono qui riportati i nominativi dei calciatori militanti nell'Inter destinatari di riconoscimenti conferiti dagli organismi calcistici internazionali:

### Inserimenti in liste stagionali ed annuali
| UEFA Team of the Year * - Difensori: 1. Maicon: 2010 - Centrocampisti: 1. Clarence Seedorf: 2002 2. Wesley Sneijder: 2010 - Attaccanti: 1. Ronaldo: 2002 2. Zlatan Ibrahimović: 2007; 2009 | Squadra della stagione UEFA** UEFA Champions League: - Difensori: 1. Alessandro Bastoni: 2023, 2025 2. Federico Dimarco: 2023 UEFA Europa League: - Portieri: 1. Samir Handanovič: 2020 - Difensori: 1. Stefan de Vrij: 2020 - Centrocampisti: 1. Nicolò Barella: 2020 2. Marcelo Brozović: 2020 - Attaccanti: 1. Romelu Lukaku: 2020 2. Lautaro Martínez: 2020 |
| FIFPro World XI *** - Difensori: 1. Lúcio: 2010 2. Maicon: 2010 - Centrocampisti: 1. Wesley Sneijder: 2010                                                                                 | ESM Team of the Year **** - Portieri: 1. Francesco Toldo: 2002 2. Júlio César: 2010 3. Yann Sommer: 2024 - Difensori: 1. Jocelyn Angloma: 1997 2. Marco Materazzi: 2007 3. Maicon: 2009; 2010 4. Lúcio: 2010 5. Achraf Hakimi: 2021 - Centrocampisti: 1. Esteban Cambiasso: 2006 2. Dejan Stanković: 2007 3. Wesley Sneijder: 2010 - Attaccanti: 1. Ronaldo: 1998 2. Christian Vieri: 2002; 2003 3. Zlatan Ibrahimović: 2007; 2008 4. Samuel Eto'o: 2011 5. Lautaro Martinez: 2024 |
| IFFHS Team of the Year ***** - Difensori: 1. Achraf Hakimi: 2021 | Onze de Onze ****** 1. Karl-Heinz Rummenigge: 1984; 1985 2. Lothar Matthäus: 1988; 1989; 1990; 1991 3. Andreas Brehme: 1990 4. Giuseppe Bergomi: 1989; 1990; 1991 5. Youri Djorkaeff: 1996 6. Ronaldo: 1997; 1998; 2002 7. Christian Vieri: 1999 8. Laurent Blanc: 2000 9. Patrick Vieira: 2006 |

| Team of the Year El País 1. Dennis Bergkamp: 1993 2. Christian Vieri: 1999 |

* Elenco dei migliori undici calciatori componenti della squadra dell'anno a livello europeo stabilito dall'Unione delle Federazioni Calcistiche Europee (UEFA) attraverso un sondaggio virtuale dal 2001 e costituiti nella formazione dell'anno col modulo 4-4-2 fino al 2014 e da allora col modulo 4-3-3.

** Elenco dei migliori ventitré calciatori (diciotto fino al 2019) componenti della squadra della stagione in Europa League e in Champions League stabilito dal UEFA Technical Study Group (TSG) – gruppo di studio tecnico UEFA – dal 2014.

*** Elenco dei migliori undici calciatori componenti della squadra dell'anno a livello mondiale stabilito dalla Federazione Internazionale di Calciatori Professionisti (FIFPro) dal 2005.

**** Elenco dei migliori undici calciatori componenti della squadra dell'anno a livello mondiale stabilito dall'European Sports Magazines (ESM) dal 1994.

***** Elenco dei migliori undici calciatori componenti della squadra dell'anno a livello mondiale stabilito dall'Istituto Internazionale di Storia e Statistica del Calcio (IFFHS) dal 2017.

****** Elenco dei migliori undici calciatori componenti della squadra dell'anno a livello europeo stabilito dai lettori della rivista francese Onze Mondial dal 1976 al 2011.

### Inserimenti in liste secolari
| Squadre storiche FIFA * - Italian FA: 1. Giuseppe Meazza - 100 Magnifici (Venerdì Magazine): 1. Giuseppe Meazza - FIFA World Team of the 20th Century: 1. Roberto Baggio - FIFA World Cup Dream Team: 1. Roberto Carlos 2. Roberto Baggio - Marca Magazine: 1. Roberto Carlos 2. Ronaldo | FIFA 100 ** 1. Roberto Baggio 2. Giuseppe Bergomi 3. Giacinto Facchetti 4. Christian Vieri 5. Gabriel Batistuta 6. Hernán Crespo 7. Daniel Passarella 8. Juan Sebastián Verón 9. Javier Zanetti 10. Ronaldo 11. Roberto Carlos 12. Iván Zamorano 13. Patrick Vieira 14. Lothar Matthäus 15. Karl-Heinz Rummenigge 16. Jürgen Klinsmann 17. Dennis Bergkamp 18. Edgar Davids 19. Clarence Seedorf 20. Luis Figo 21. Emre Belözoğlu |

| Top-100 Mondiali - Les 100 Héros de la Coupe du Monde 1. Giuseppe Meazza 2. Lothar Matthaus 3. Giovanni Ferrari 4. Salvatore Schillaci 5. Sandro Mazzola 6. Walter Zenga 7. Karl-Heinz Rummenigge 8. Daniel Passarella - Os 100 Craques das Copas 1. Ronaldo 2. Lothar Matthaus 3. Daniel Passarella 4. Roberto Baggio 5. Giuseppe Meazza 6. Karl-Heinz Rummenigge 7. Carlos Gamarra 8. Jürgen Klinsmann 9. Salvatore Schillaci 10. Dennis Bergkamp 11. Roberto Carlos 12. Andreas Brehme - The World Cup's top 100: 1. Ronaldo 2. Lothar Matthäus 3. Roberto Baggio 4. Fabio Cannavaro 5. Roberto Carlos 6. Karl-Heinz Rummenigge 7. Giuseppe Meazza 8. Daniel Passarella 9. Andreas Brehme 10. Luis Figo 11. Giuseppe Bergomi 12. Salvatore Schillaci 13. Wesley Sneijder 14. Jürgen Klinsmann 15. Giacinto Facchetti | Calciatori del XX secolo IFFHS *** - A livello mondiale: 1. Lothar Matthäus 2. Giuseppe Meazza 3. Karl-Heinz Rummenigge 4. Héctor Scarone 5. Giacinto Facchetti 6. Sandro Mazzola - A livello europeo: 1. Giuseppe Meazza 2. Giacinto Facchetti 3. Sandro Mazzola 4. Lothar Matthäus 5. Karl-Heinz Rummenigge 6. Luis Suárez 7. Roberto Baggio 8. Dennis Bergkamp 9. Herbert Prohaska 10. Liam Brady - A livello sudamericano: 1. Héctor Scarone 2. Ronaldo 3. Daniel Passarella 4. Iván Zamorano - A livello africano 1. Nwankwo Kanu Portieri: - A livello mondiale: 1. Walter Zenga - A livello europeo: 1. Walter Zenga 2. Angelo Peruzzi 3. Gianluca Pagliuca 4. Giuliano Sarti |

| World Soccer 100 Players of the Century **** 1. Ronaldo 2. Roberto Baggio 3. Gabriel Batistuta 4. Lothar Matthäus 5. Jürgen Klinsmann 6. Dennis Bergkamp 7. Karl-Heinz Rummenigge 8. Giuseppe Meazza 9. Roberto Carlos 10. Daniel Passarella 11. Christian Vieri 12. Giacinto Facchetti 13. Edgar Davids 14. Matthias Sammer | All-Time Men's Dream Team IFFHS (2021) All-time Men's Dream Team (1901-2020) - Mondo B: 1. Daniel Passarella 2. Roberto Carlos 3. Lothar Matthäus 4. Ronaldo - Sud America: 1. Daniel Passarella 2. Roberto Carlos - Africa: 1. Nwankwo Kanu 2. Samuel Eto'o 20th Century Men's Dream Team (1901-2000) - Mondo: 1. Lothar Matthäus - Europa: 1. Lothar Matthäus - Sud America: 1. Daniel Passarella - Africa: 1. Taribo West |

| 100 Craques do Século – Placar ***** 1. Lothar Matthäus 2. Daniel Passarella 3. Karl-Heinz Rummenigge 4. Jürgen Klinsmann 5. Luis Suárez 6. Giacinto Facchetti 7. Ronaldo 8. Giuseppe Meazza 9. Carlos Gamarra 10. Gabriel Batistuta 11. Roberto Baggio | Guerin Sportivo - I 50 Grandi del Secolo 1. Giuseppe Meazza 2. Ronaldo 3. Roberto Baggio 4. Lothar Matthaus 5. Karl-Heinz Rummenigge 6. Gabriel Batistuta 7. Luis Suárez 8. Daniel Passarella |

| AFS Top-100 Players of All-Time 1. Ronaldo 2. Luis Figo 3. Lothar Matthäus 4. Roberto Carlos 5. Jürgen Klinsmann 6. Karl-Heinz Rummenigge 7. Gabriel Batistuta 8. Dennis Bergkamp 9. Hakan Sukur 10. Clarence Seedorf 11. Daniel Passarella 12. Patrick Vieira 13. Laurent Blanc 14. Youri Djorkaeff 15. Giacinto Facchetti 16. Kanu 17. Roberto Baggio 18. Edgar Davids 19. Diego Simeone | 100 Magnifici - Il Venerdì 1. Ronaldo 2. Giacinto Facchetti 3. Giuseppe Meazza 4. Roberto Baggio 5. Sandro Mazzola 6. Daniel Passarella 7. Andreas Brehme 8. Lothar Matthäus 9. Karl-Heinz Rummenigge 10. Matthias Sammer 11. Luis Suárez |

| France Football's Football Player of the Century 1. Roberto Baggio | 50 meilleurs joueurs du Monde - Planète Foot 1. Lothar Matthäus 2. Roberto Baggio 3. Karl-Heinz Rummenigge |

* Tra il 1994 e il 2002 la Federazione Internazionale del Calcio (FIFA) pubblicò tre undici storici: due riguardanti alla Coppa del Mondo e una terza, composta dai migliori undici giocatori della storia del calcio in base al parere di giornalisti e giocatori delle associazioni nazionali.

** Selezione degli 125 migliori calciatori viventi pubblicata dalla FIFA nel 2004 in occasione del suo 100esimo anniversario di fondazione istituzionale.
Da notare che quattro su quattordici calciatori italiani nominati tra i 125 migliori calciatori del secolo scorso hanno militato, almeno durante una stagione, nella formazione nerazzurra.

*** Classifica dei 50 migliori calciatori del XX secolo stilata nel 2000 dall'Istituto Internazionale di Storia e Statistica del Calcio (IFFHS), organizzazione riconosciuta dalla FIFA.

**** Classifica dei 100 migliori calciatori del XX secolo stilata dalla rivista inglese World Soccer nel dicembre 1999 in base ai voti espressi dai propri lettori.

***** Elenco dei 100 migliori calciatori del XX secolo stilato dalla rivista brasiliana Placar nel novembre 1999.

### Hall of Fame

Giacinto Facchetti, introdotto nella Hall of Fame del calcio italiano nel 2015 come premio alla memoria.

Nel 2000 la Federazione Italiana Giuoco Calcio (FIGC) e la Fondazione Museo del Calcio di Coverciano istituirono per la prima volta un Hall of Fame con l'obiettivo di riconoscere la vita e la carriera di diverse personalità del calcio in Italia. In quell'anno furono riconosciuti tredici personalità in sei categorie diverse, tra le quali, quattro calciatori.
Tale iniziativa fu riadottata per entrambe le istituzioni dieci anni dopo con la presentazione della Hall of fame del calcio italiano a Firenze e la pubblicazione della prima lista di personalità inserite nel dicembre 2011.
Nel 1997, durante la consegna del FIFA World Player Award, la Federazione Internazionale del Calcio (FIFA) e l'International Football Hall of Champions (IFHOC) presentarono il Hall of Champions, in cui furono inseriti un totale di 27 calciatori al 2000, cinque dei quali militarono in squadre iscritte al campionato italiano.
Nel 2004, in occasione del 50º anniversario di fondazione dell'Unione delle Federazioni Calcistiche Europee (UEFA), ogni associazione nazionale membro – all'epoca, 52 – nominò il proprio miglior giocatore del periodo 1954-2003 con il titolo di Golden Player (calciatore d'oro), essendo stati riconosciuti con un'esposizione permanente all'interno della sede amministrativa della confederazione sito a Nyon (Svizzera).
| Calcio italiano - Hall of Fame – I Magnifici del calcio italiano: Calciatori: 1. Giuseppe Meazza (introdotto nel 2000) Premio speciale: 1. Andrea Pirlo (introdotto nel 2000) - Hall of fame della FIGC (2011): Giocatore italiano: 1. Roberto Baggio (introdotto nel 2011) 2. Fabio Cannavaro (introdotto nel 2014) 3. Giuseppe Bergomi (introdotto nel 2016) 4. Andrea Pirlo (introdotto nel 2019) Giocatore straniero: 1. Gabriel Batistuta (introdotto nel 2013) 2. Ronaldo (introdotto nel 2015) 3. Javier Zanetti (introdotto nel 2018) 4. Karl-Heinz Rummenigge (introdotto nel 2021) Veterano italiano: 1. Sandro Mazzola (introdotto nel 2014) 2. Marco Tardelli (introdotto nel 2015) 3. Gabriele Oriali (introdotto nel 2019) 4. Alessandro Altobelli (introdotto nel 2022) 5. Roberto Boninsegna (introdotto nel 2023) Premi alla memoria: 1. Enzo Bearzot (introdotto nel 2011) 2. Fulvio Bernardini (introdotto nel 2011) 3. Giovanni Ferrari (introdotto nel 2011) 4. Giuseppe Meazza (introdotto nel 2011) 5. Giacinto Facchetti (introdotto nel 2015) 6. Árpád Weisz (introdotto nel 2017) 7. Amedeo Amadei (introdotto nel 2018) 8. Giuseppe Viani (introdotto nel 2018) 9. Pietro Anastasi (introdotto nel 2019) 10. Armando Picchi (introdotto nel 2021) 11. Siniša Mihajlović (introdotto nel 2022) Premio Astori: 1. Romelu Lukaku (introdotto nel 2019) | Calcio internazionale - International Football Hall of Champions (1997-2000): 1. Giuseppe Meazza (introdotto nel 2000) |

| The UEFA Jubilee 52 Golden Players 1. Herbert Prohaska 2. Darko Pančev 3. Hakan Şükür |

### Altri
- Golden Foot:

Vincitori:
1. Lautaro Martínez: 2024

Leggende:
1. Giacinto Facchetti (introdotto nel 2006)
2. Luis Suárez (introdotto nel 2008)
3. Karl-Heinz Rummenigge (introdotto nel 2009)
4. Luís Figo (introdotto nel 2011)
5. Javier Zanetti (introdotto nel 2011)
6. Lothar Matthäus (introdotto nel 2012)
7. Hakan Şükür (introdotto nel 2014)
8. Daniel Passarella (introdotto nel 2015)
9. Andrea Pirlo (introdotto nel 2018)
10. Clarence Seedorf (introdotto nel 2018)
11. Patrick Vieira (introdotto nel 2019)
12. Gabriele Oriali (introdotto nel 2021)
13. Juan Sebastián Verón (introdotto nel 2022)
14. Fabio Cannavaro (introdotto nel 2024)

- UEFA Golden Jubilee Poll[82]:

Top 50: *
1. Lothar Matthäus
2. Karl-Heinz Rummenigge
3. Roberto Baggio
4. Luis Figo
5. Marco Tardelli

Top 250: **
1954-1963:
1. Giacinto Facchetti
2. Sandro Mazzola
3. Luis Suárez

1964-1973:
1. Pietro Anastasi
2. Roberto Boninsegna

1974-1983:
1. Giuseppe Bergomi
2. Alessandro Altobelli
3. Herbert Prohaska
4. Hansi Müller

1984-1993:
1. Marco Tardelli
2. Salvatore Schillaci
3. Andreas Brehme
4. Lothar Matthäus
5. Jürgen Klinsmann
6. Karl-Heinz Rummenigge
7. Dennis Bergkamp
8. Vincenzo Scifo
9. Liam Brady

1994-2003:
1. Roberto Baggio
2. Laurent Blanc
3. Fabio Cannavaro
4. Christian Vieri

- L'Équipe Top 100 World Cup's Players[83]:

1. Ronaldo
2. Lothar Matthäus
3. Giuseppe Meazza
4. Daniel Passarella
5. Marco Tardelli
6. Giovanni Ferrari
7. Jürgen Klinsmann
8. Roberto Baggio
9. Marco Materazzi
10. Gabriel Batistuta
11. Fabio Cannavaro
12. Karl-Heinz Rummenigge
13. Salvatore Schillaci
14. Andreas Brehme
15. Roberto Carlos
16. Lennart Skoglund
17. Dennis Bergkamp

* Ricerca sui 50 migliori calciatori europei del periodo 1954-2004 pubblicata dall'UEFA in occasione del suo 50esimo anniversario di fondazione istituzionale.

** Ricerca sui 250 migliori calciatori europei di ogni decennio tra 1954 e 2003 pubblicata dall'UEFA in occasione del suo 50esimo anniversario di fondazione istituzionale.
Per l'UEFA Golden Jubilee Poll, la confederazione presentò i calciatori nominati per l'elezione in base alle loro performance sia a livello di club (campionati nazionali di massima serie e competizioni UEFA) che di nazionali (principalmente in campionato d'Europa e Coppa del mondo FIFA).

## Hall of Fame dell'Inter
Il 2 dicembre 2017 è stata presentata la Hall of Fame dell'Inter, nata allo scopo di celebrare e ricordare i migliori giocatori nella storia del club. Per ogni ruolo (portiere, difensore, centrocampista e attaccante) sono stati selezionati tutti i calciatori con un passato nell'Inter che avessero determinati requisiti (almeno 60 presenze in gare ufficiali, almeno un titolo vinto, almeno 3 anni dal ritiro); in seguito sono stati annunciati tre candidati finali per ogni categoria. Nell'edizione 2020, in occasione del decennale del triplete, vengono inclusi fra gli eleggibili tutti i calciatori facenti parte della rosa della stagione 2009-2010.
Al voto partecipano tifosi e giornalisti, oltre a dipendenti e calciatori del mondo Inter. I primi 4 nomi sono stati annunciati in occasione delle celebrazioni per il 110º anniversario di fondazione del club. Di seguito sono riportati tutti i calciatori premiati.
2018
- Portiere:  Walter Zenga (1982-1994)
- Difensore:  Javier Zanetti (1995-2014)
- Centrocampista:  Lothar Matthäus (1988-1992)
- Attaccante:  Ronaldo (1997-2002)

2019
- Portiere:  Francesco Toldo (2001-2010)
- Difensore:  Giacinto Facchetti (1960-1978)
- Centrocampista:  Dejan Stanković (2004-2013)
- Attaccante:  Giuseppe Meazza (1927-1940, 1946-1947)

2020
- Portiere:  Júlio César (2005-2012)
- Difensore:  Giuseppe Bergomi (1979-1999)
- Centrocampista:  Esteban Cambiasso (2004-2014)
- Attaccante:  Diego Milito (2009-2014)

2021
- Portiere:  Gianluca Pagliuca (1994-1999)
- Difensore:  Marco Materazzi (2001-2011)
- Centrocampista:  Wesley Sneijder (2009-2013)
- Attaccante:  Samuel Eto'o (2009-2011)

2022
- Portiere:  Ivano Bordon (1970-1983)
- Difensore:  Maicon (2006-2012)
- Centrocampista:  Sandro Mazzola (1960-1977)
- Attaccante:  Christian Vieri (1999-2005)